# 鈴木Kizashi
鈴木Kizashi（日语：スズキ・キザシ，漢字寫成「兆」）乃是日本鈴木公司2009年至2014年間開發製造的中型轎車，銷售範圍遍及北美洲、歐洲、澳洲、紐西蘭、日本、印度等市場，同時也是該公司在澳洲推出的第一部中型車。

## 歷史與概要

### 概念車

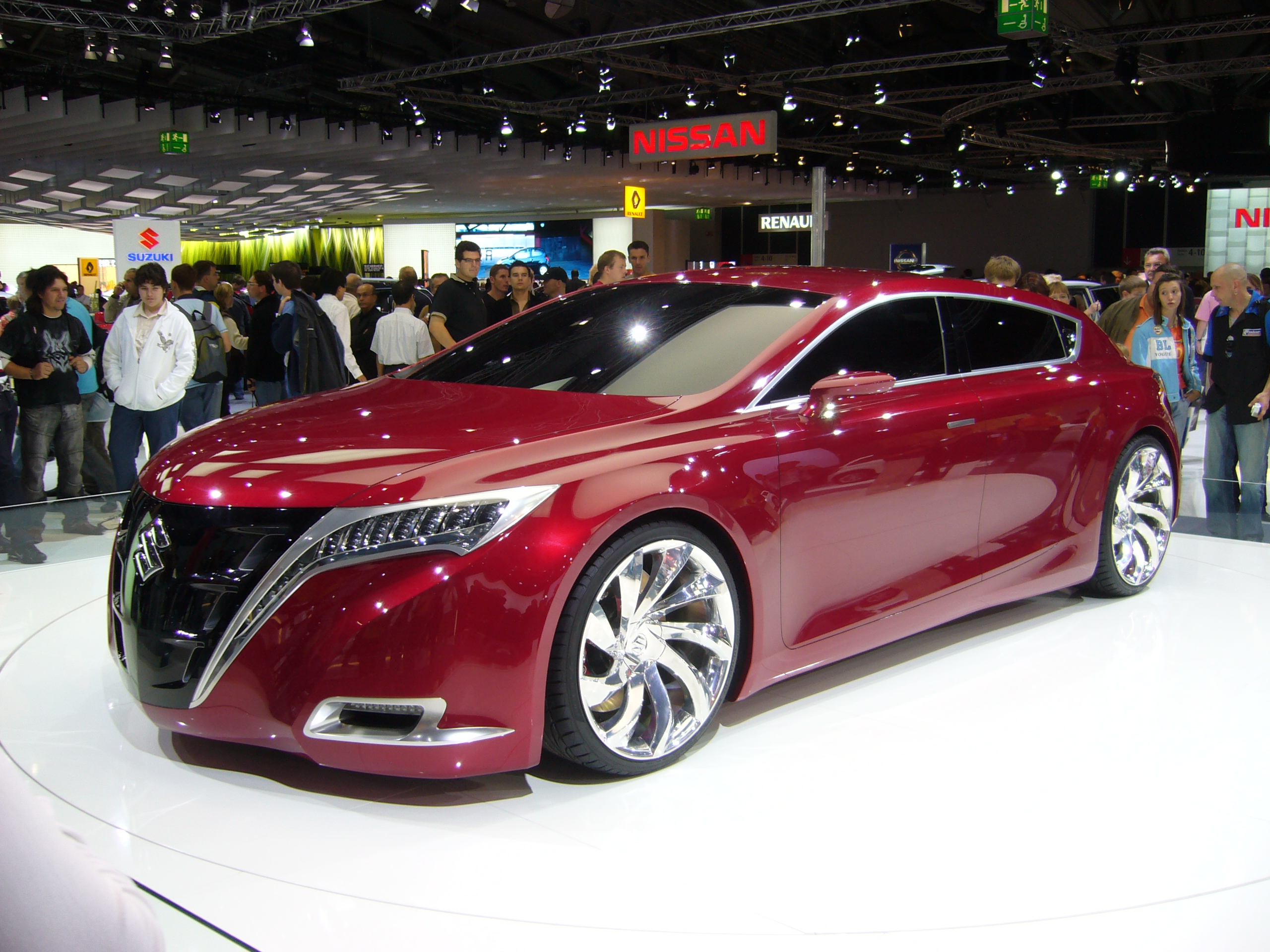
Kizashi

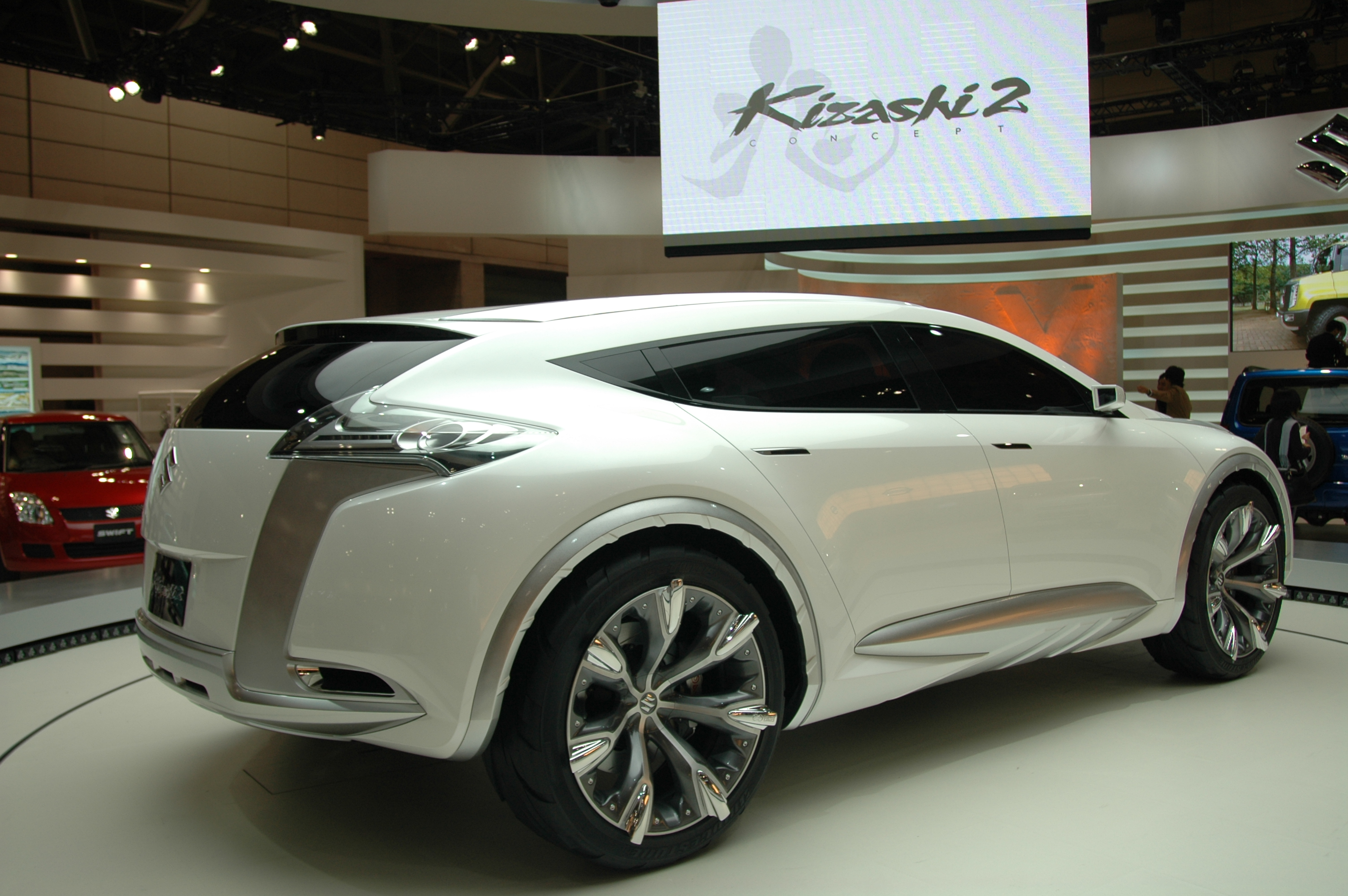
Kizashi 2

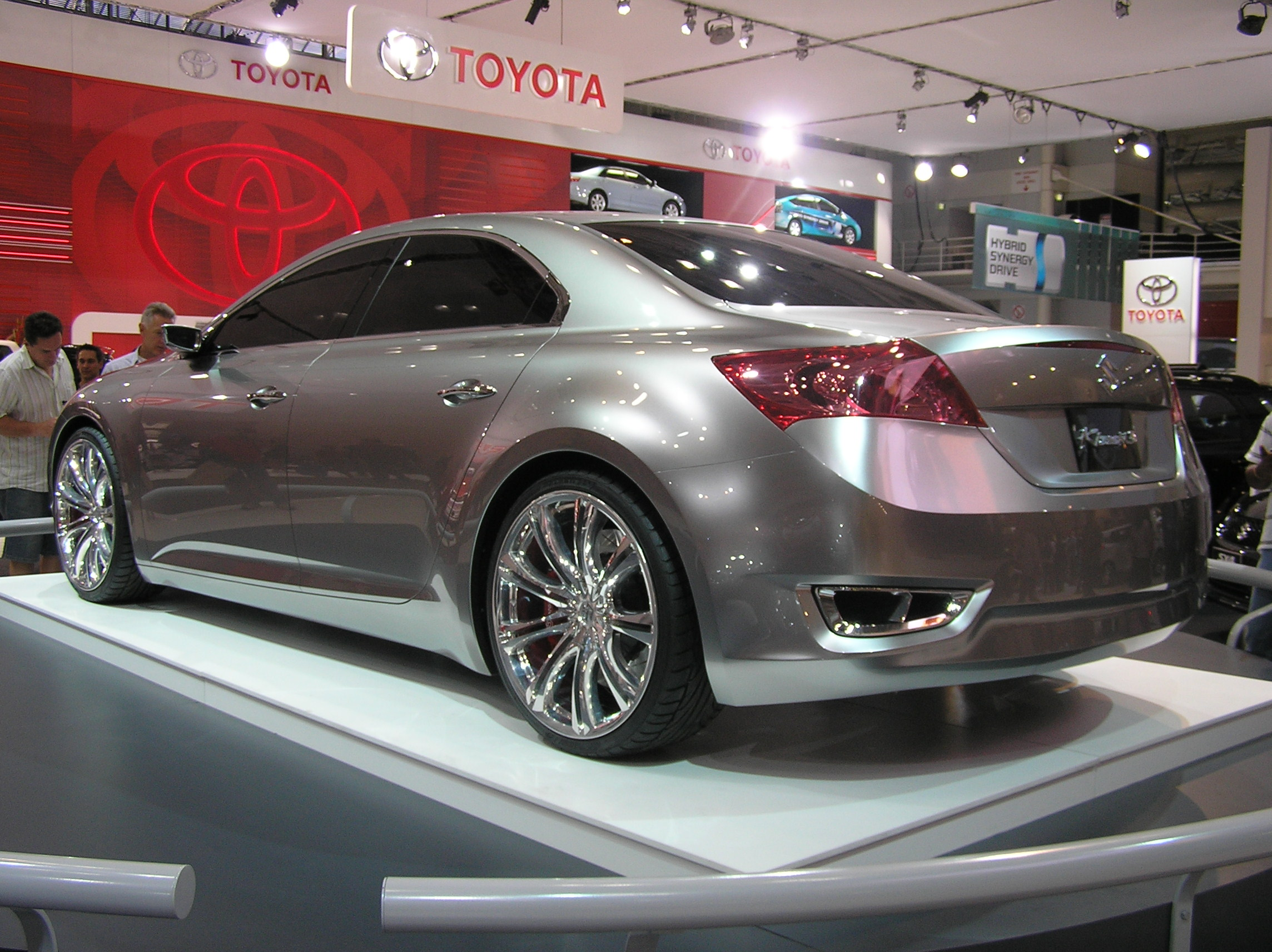
Kizashi 3

2007年法蘭克福車展上，鈴木公司發表一款名為「Kizashi」的概念車，具備2.0L渦輪增壓柴油引擎、序列式6速變速箱、21吋鋁合金鋼圈、全時四輪驅動等配備。接著在2007年10月開幕的第40屆東京車展公開「Kizashi 2」概念車，這是一輛五門跨界休旅旅行車，配置3,564c.c. V型六缸引擎、6速自動排檔變速系統、i-AWD四輪驅動及265/45ZR22輻射層輪胎等配備。2008年紐約國際車展上原廠再行公開「Kizashi 3」，同樣配置3,564c.c. V型六缸引擎，最大馬力達300hp；另有6速自動排檔變速箱、21英吋鋁合金鋼圈、255/30ZR21輪胎等裝備。
2011年紐約國際車展中，原廠展示出一輛「Kizashi Apex」。為了瞄準性能取向的消費者，這部概念車所搭載的渦輪增壓引擎可榨出275hp（5,800rpm）至300hp（6,200rpm），同時配備運動化鋁圈及橫濱245/35R19輪胎，車身塗裝也是發想自鈴木的摩托車產品。另一輛講求環保的油電混合動力概念車「Kizashi EcoCharge」，增加煞車動能回收系統、怠速熄火系統、低滾動阻力的輪胎等裝備以提升油耗表現。動力心臟為2.0L直列四缸DOHC J20B型引擎，可輸出最大馬力144hp / 6,500rpm、扭力峰值17.64kg·m / 4,500rpm；搭配最大功率為15千瓦的水冷式馬達與電壓115伏特的氣冷式鋰離子電池。車身使用全白色塗裝，搭配藍色LED燈與霧燈、和車燈呼應的藍色雙尾管等。

### 正式量產
2009年 - 7月30日正式在美國市場問世，標準配置包括6速手動變速箱、8具安全氣囊、免鑰匙感應門鎖系統（keyless entry system）與引擎啟動按鈕（push start system）、雙區恆溫空調系統、含9具揚聲器的音響系統、ESP車身動態穩定控制系統、ABS防鎖死煞車系統等；而CVT無段變速箱、10方向調節暨3組記憶功能的電動座椅、方向盤換檔撥片、霧燈及電動玻璃天窗、自動感應式雨刷、自動啟閉頭燈、倒車雷達等配備視等級不同而加價增購。同年10月21日在日本地區上市，動力心臟同為J24B型，不過搭配JATCO製造的JF011E型CVT變速箱。這款車在當地的銷售成績奇差，平均每個月不到20輛，故僅接受下單生產。。
2010年 - 1月發表新開發的「PRECRS（Pre-crash Safety System之縮寫）駕駛輔助系統」，此系統在進氣壩內安置了極高頻雷達且與巡航定速系統連動，在高速巡航的狀態下系統偵測到與前車的間距過近，則向駕駛人發出警告音；萬一駕駛人沒有進一步的動作，則系統介入煞車，並開啟前座安全帶緊縮裝置以保護乘員。同年7月2日中國市場正式推出由長安鈴木公司國產化的「鈴木凱澤西」跟日規版同樣以J24B型引擎搭配CVT變速系統。
2011年 - 2月2日鈴木位於印度的子公司馬魯蒂鈴木公司正式發售「馬魯蒂Kizashi」，由於採取整車進口的方式，導致進口稅高達105%，銷路自然相當難看。
2013年 - 受到全球金融風暴、2012年鈴木自美國市場撤退、定價過高、僅有一種引擎動力之選擇等種種因素影響，12月原廠黯然宣佈停產的消息。

### 安全性召回
2012年7月原廠宣布，因為車室內手套箱門設計不良，可能會在發生撞擊時自行打開而導致乘員傷亡，故將召回2009年10月12日至2010年5月31日間生產的5,107部Kizashi。雖然聽起來相當匪夷所思，但2014年8月原廠曾因蜘蛛而宣佈召回。原因乃因蜘蛛在通氣管內結網而堵塞，進而造成油箱排氣受阻，可能發生變形、破裂、漏油等嚴重後果。依據鈴木公司向美國國家公路交通安全管理局遞交的報告顯示，已經發生7起類似案件，所幸並未造成任何人員的傷亡。2015年1月原廠宣布在美國市場召回60,823輛SX4和Kizashi，原因是車輛防暴衝裝置具有瑕疵，部分車輛不踩煞車時仍能由P檔變換至其他檔位，增加碰撞的風險。

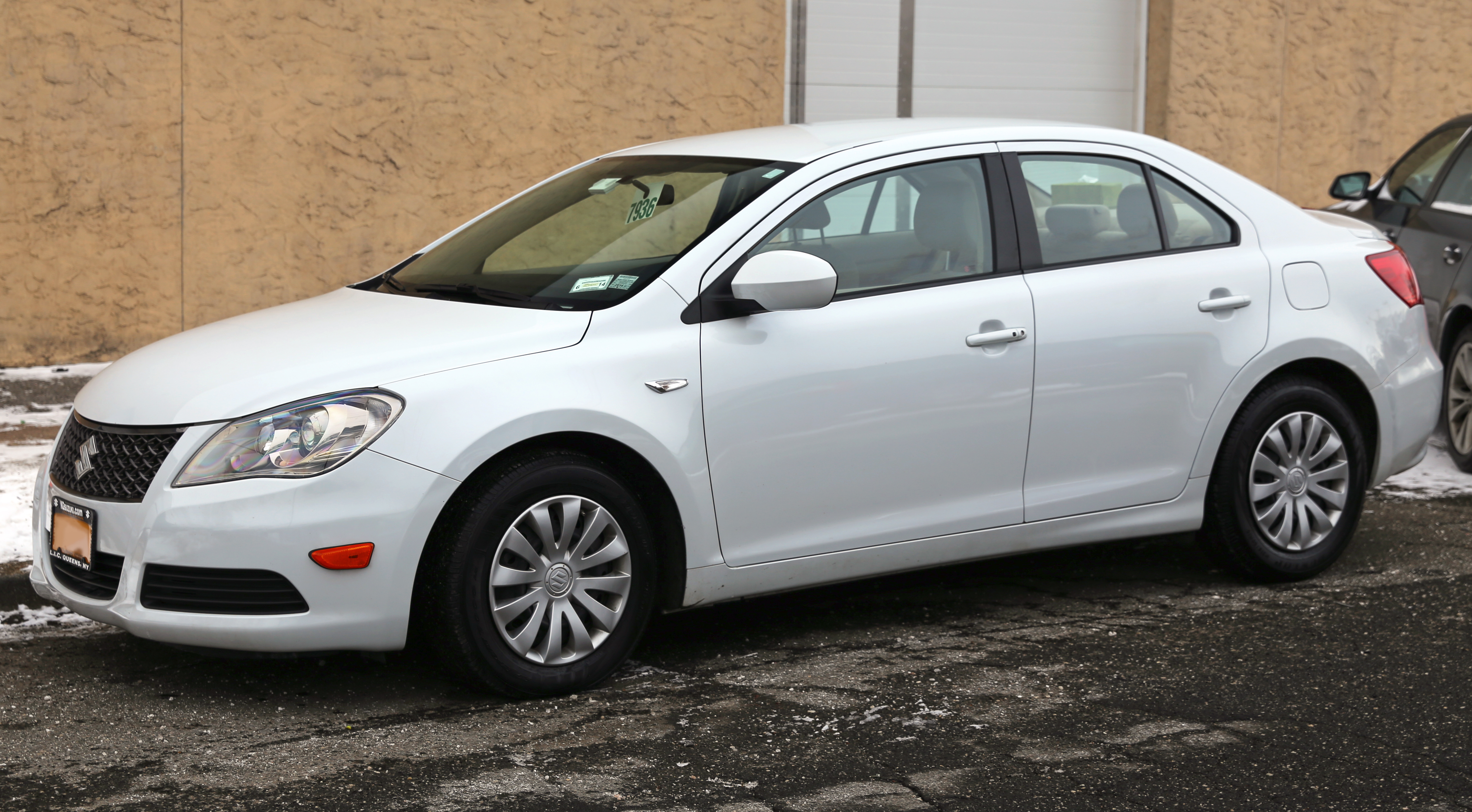
車頭
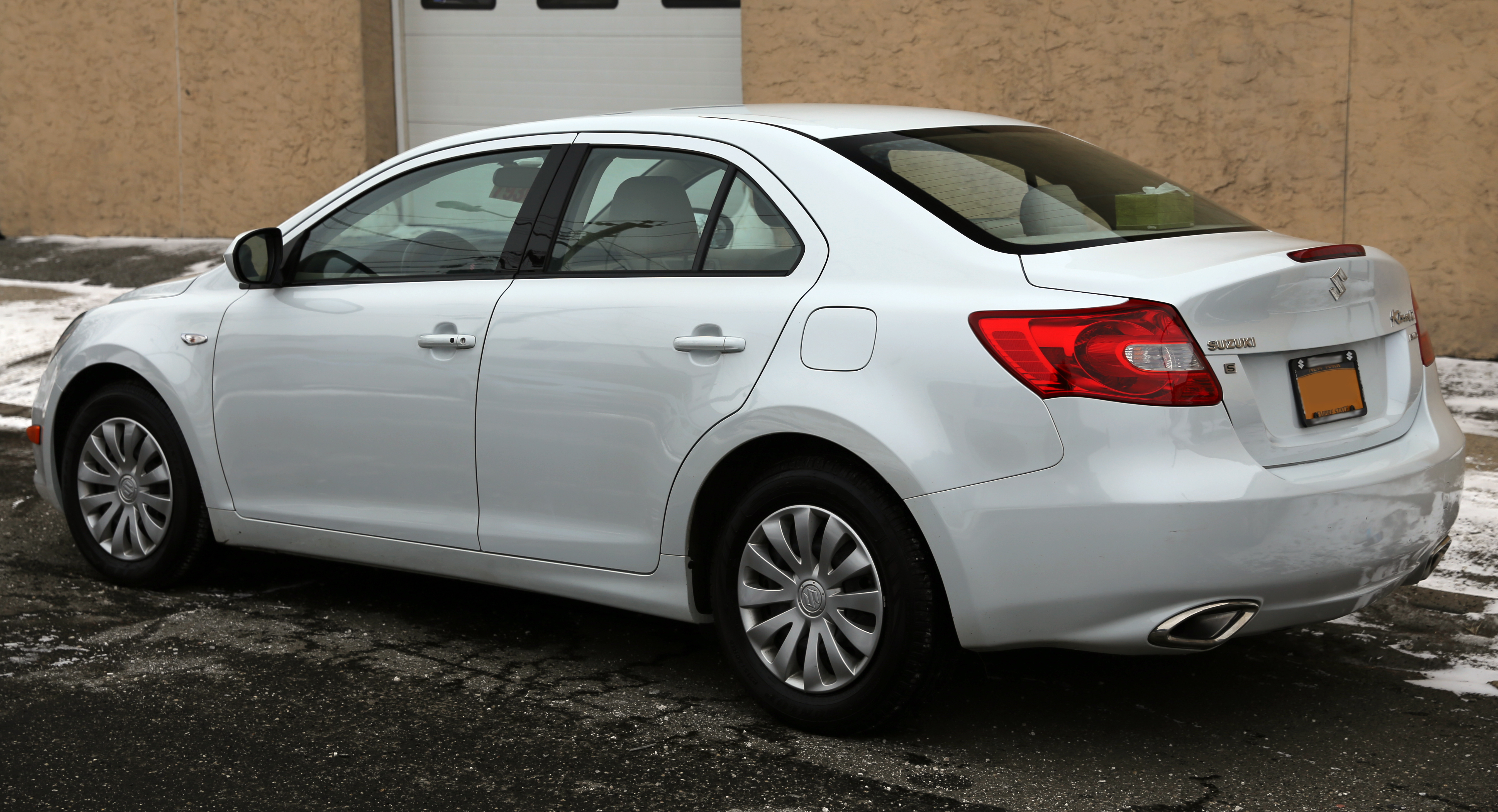
車尾
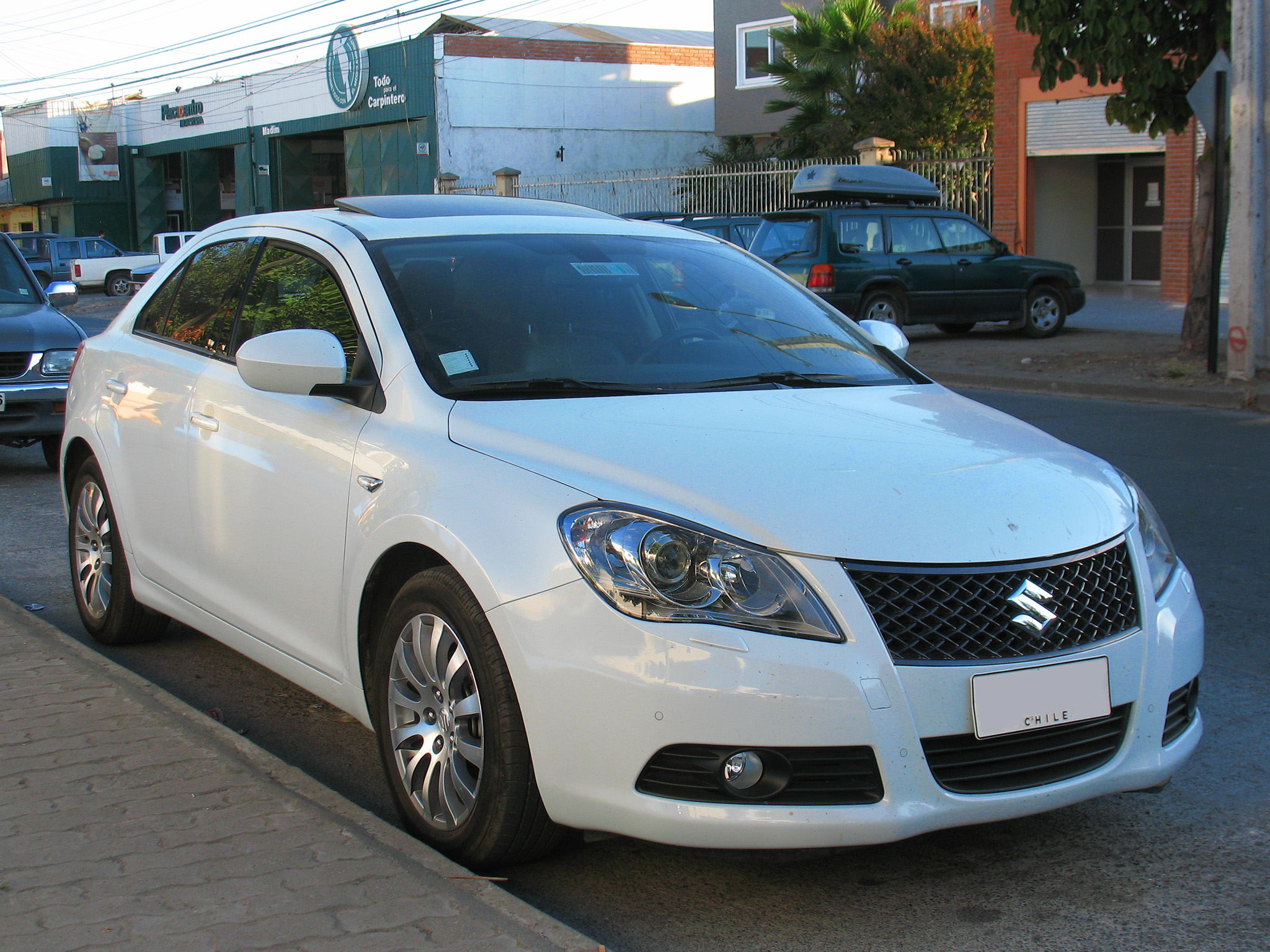
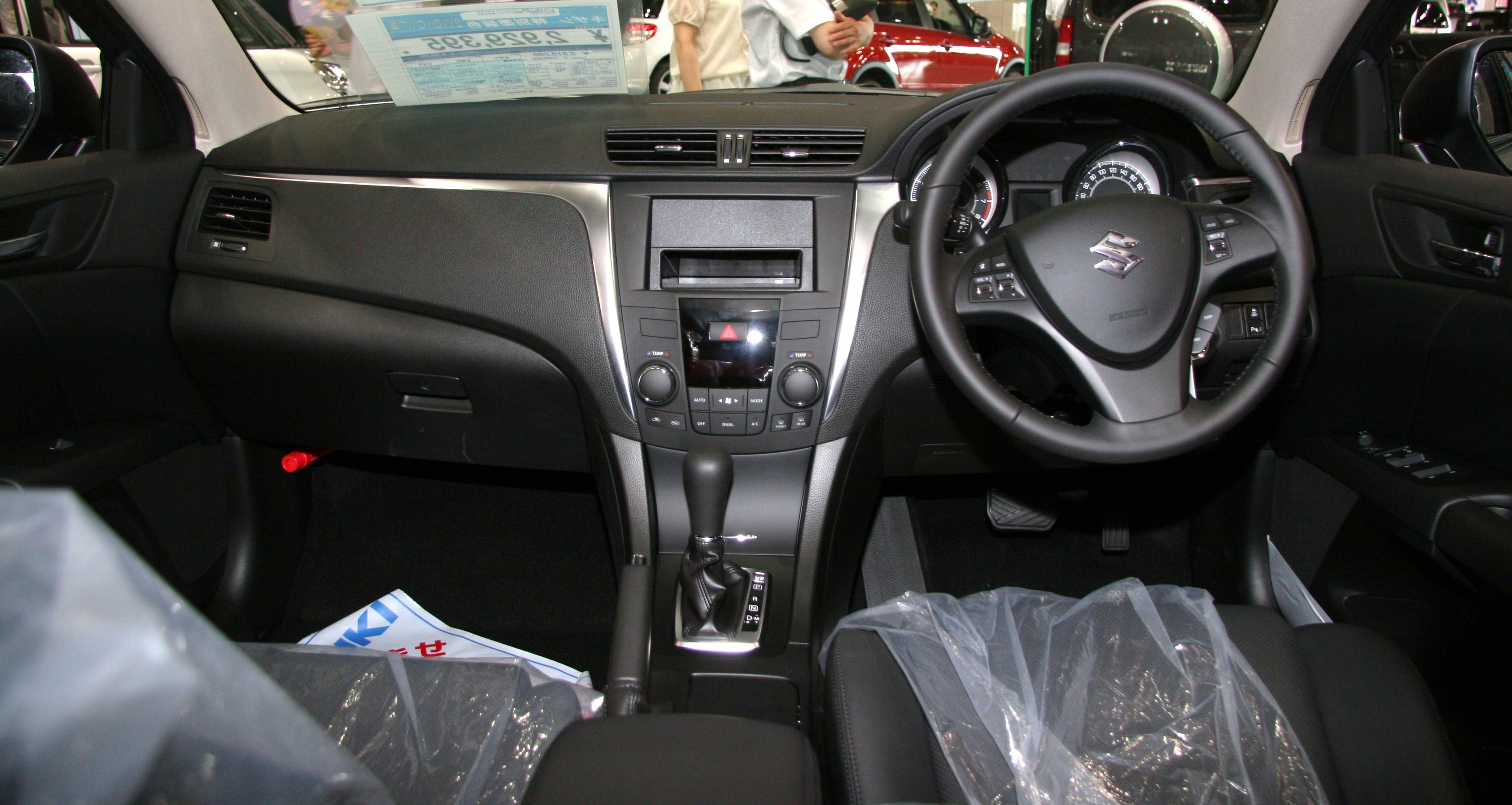
內裝
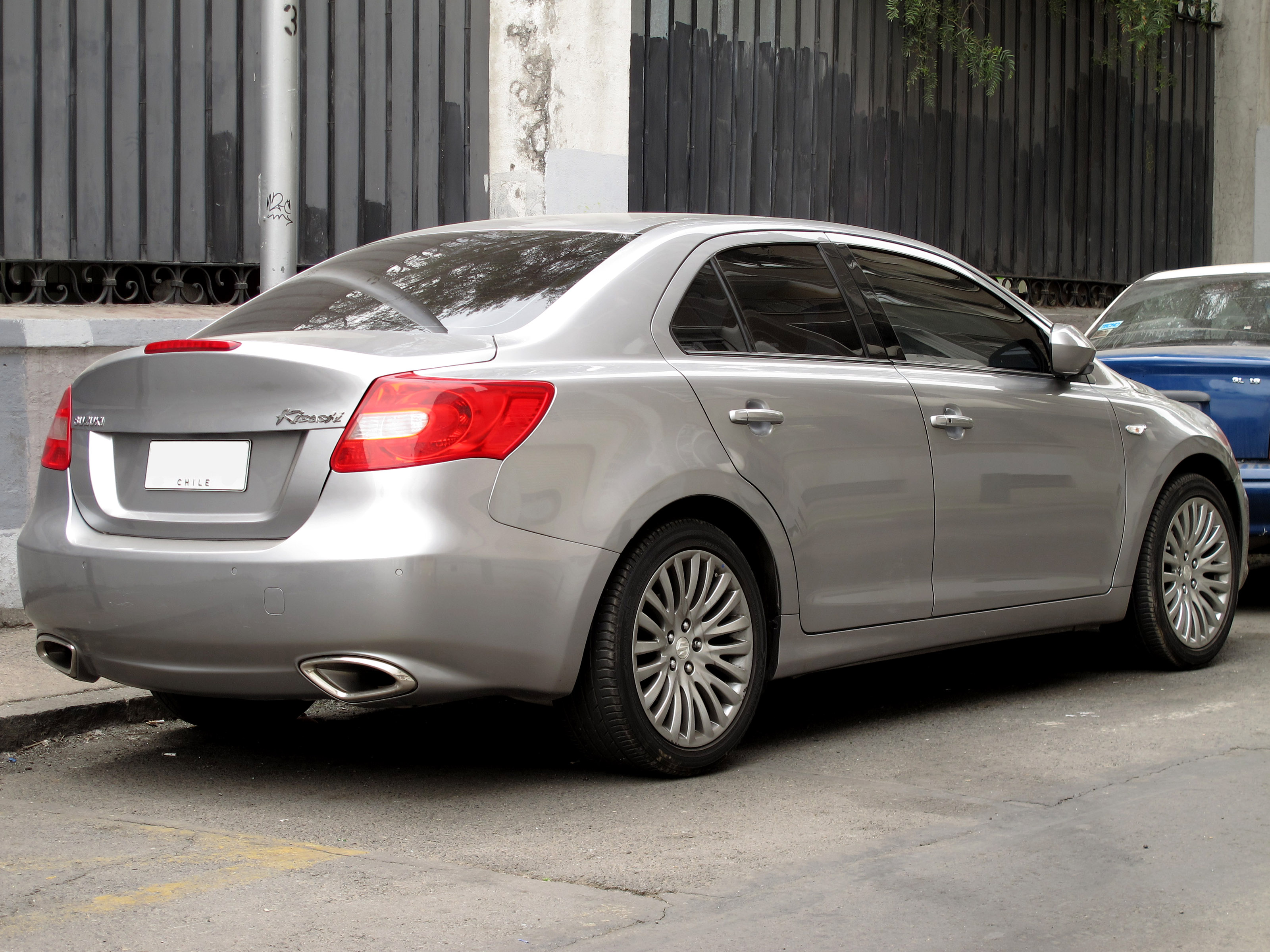

## 外部連結
- （英文）澳洲官方網站